# Médaille du Mérite culturel polonais Gloria Artis
La médaille du Mérite culturel polonais Gloria Artis polonais : Zasłużony Kulturze - Gloria Artis est une décoration polonaise, qui est décernée aux personnes ou institutions qui se sont distinguées dans le domaine des arts ou la culture.

## Historique
Sur l'avers de la médaille en tombac, est représentée une fleur, sur le centre de laquelle se place l'aigle couronné national, et sur le revers, une femme et une couronne de laurier, avec Gloria Artis inscrit en demi cercle.

## Modalités d'attribution
La médaille d'honneur du travail est attribuée par le Ministère polonais de la Culture et du Patrimoine National.
Pour passer au rang supérieur, une période de cinq ans au minimum est nécessaire (sauf rare exception).
La médaille Gloria Artis comporte trois échelons :
1. la médaille d'or
2. la médaille d'argent
3. la médaille de bronze

## Quelques récipiendaires
- Polonais
  - Piotr Beczała
  - Wojciech Kilar
  - Alicja Majewska
  - Janusz Morgenstern
  - Daniel Olbrychski
  - Roman Opałka
  - Jakub Józef Orliński
  - Joanna Wnuk-Nazarowa, ministre et cheffe d'orchestre.
  - Witold Pyrkosz
  - Piotr Szulkin[1]
  - Grzegorz Turnau
  - Józef Wilkoń
  - Krystian Zimerman
  - Franciszek Pieczka
- et étrangers
  - Yves Henry[2]
  - Simon Rattle[3]
  - René Martin[4]
  - Gérard Mortier[5]